# Прковићи
Прковићи су насељено мјесто у општини Невесиње, Република Српска, БиХ. Према попису становништва из 1991. у насељу је живјело 34 становника.

## Становништво
| Националност | 1991. | 1981. | 1971. | 1961. |
| Срби         | 32    | 78    | 143   | 152   |
| непознато    |       |       |       | 1     |
| Укупно       | 32    | 78    | 143   | 153   |

| Демографија | Демографија | Демографија |
| Година      | Становника  | Становника  |
| ----------- | ----------- | ----------- |
| 1961.       | 153         |             |
| 1971.       | 143         |             |
| 1981.       | 78          |             |
| 1991.       | 32          |             |